# Mieczysław Piątkowski
Mieczysław Seweryn Piątkowski (Mak-Piątkowski), ps. „Hipolit”, „Mak”, „Sylwester” (ur. 18 marca 1880 w Kiernasówce, zm. 9 maja 1945 we Flossenbürgu) – pułkownik żandarmerii inżynier Wojska Polskiego.

## Życiorys
Mieczysław Seweryn Piątkowski urodził się 18 marca 1880 roku w Kiernasówce na Ukrainie, w rodzinie Antoniego i Cecylii z Bielińskich. Był młodszym bratem Stanisława. Ukończył gimnazjum w Kijowie oraz Wydział Budowy Maszyn Politechniki Lwowskiej. Od 1901 czynny w Polskiej Partii Socjalistycznej, należał do jej Organizacji Bojowej (1904–1905). Za udział w zamachu na pomnik rzezi Pragi został skazany na karę śmierci zamienioną na katorgę. W latach 1908–1914 działał w Związku Walki Czynnej oraz Związku Strzeleckim.
W czasie I wojny światowej walczył w Legionach Polskich oraz Polskiej Organizacji Wojskowej. 1 lipca 1915 roku został awansowany na podporucznika. 1 kwietnia 1917 roku był hospitantem w 1 pułku prtylerii, a jego oddziałem macierzystym był 4 pułk piechoty.
1 stycznia 1920 roku został przyjęty do Wojska Polskiego z byłych Legionów Polskich, z zatwierdzeniem posiadanego stopnia kapitana wojsk technicznych i przydzielony do dyspozycji Inspektora Wojsk Technicznych. Następnie został przeniesiony do Dowództwa Żandarmerii Okręgu Generalnego „Łódź” w Łodzi. 30 lipca 1920 roku został zatwierdzony z dniem 1 kwietnia 1920 roku w stopniu majora, w Korpusie Żandarmerii, w grupie oficerów byłych Legionów Polskich. Pełnił wówczas służbę w Dowództwie Żandarmerii Wojskowej.
3 maja 1922 roku został zweryfikowany w stopniu podpułkownika ze starszeństwem z dniem 1 czerwca 1919 roku i 8. lokatą w korpusie oficerów żandarmerii. W 1923 roku był zastępcą dowódcy 1 dywizjonu żandarmerii w Warszawie. 22 marca 1924 roku został przeniesiony do Wydziału Żandarmerii w Departamencie I Piechoty Ministerstwa Spraw Wojskowych w Warszawie. 14 lipca 1926 roku został przydzielony do 1 dywizjonu żandarmerii w Warszawie na stanowisko dowódcy dywizjonu. 1 stycznia 1929 roku awansował na pułkownika ze starszeństwem z dniem 1 stycznia 1929 roku i 1. lokatą w korpusie oficerów żandarmerii. 29 stycznia 1929 roku został przeniesiony macierzyście do kadry oficerów żandarmerii z równoczesnym przeniesieniem służbowym do Wojskowego Instytutu Geograficznego na stanowisko zastępcy szefa. 31 marca 1930 roku otrzymał przeniesienie do Komendy Placu Lwów na stanowisko komendanta. Z dniem 31 marca 1931 roku został przeniesiony w stan spoczynku. W 1934 roku pozostawał w ewidencji Powiatowej Komendy Uzupełnień Warszawa Miasto III. Posiadał przydział do Oficerskiej Kadry Okręgowej Nr I. Był wówczas „przewidziany do użycia w czasie wojny”.
Był sekretarzem generalnym koncernu naftowego „Małopolska” w Borysławiu. Pod koniec lat 30. związany z Klubem Demokratycznym oraz SD. W czasie II wojny światowej został wywieziony do Auschwitz-Birkenau, a następnie do Buchenwaldu. Uwolniony przez wojska amerykańskie w trakcie ewakuacji więźniów Buchenwaldu do Flossenburga, w kwietniu 1945. Zmarł w maju 1945 w szpitalu we Flossenburgu.
Od 1902 roku był mężem Wiktorii z Olszewskich (1884–1919), członkini PPS, z którą miał czworo dzieci:
- Jadwigę Joannę (1904–1989), po mężu Bronic,
- Zbigniewa Antoniego (1908–1993), absolwenta Wyższej Szkoły Nauk Polityczno-Ekonomicznych, żołnierza II Korpusu Polskiego, skoczka spadochronowego, uczestnika ruchu oporu w Jugosławii, od 1945 roku na emigracji w Buenos Aires,
- Bohdana Juliusza Konrada (1910–1943), kapitana artylerii Wojska Polskiego, „cichociemnego”,
- Aleksego Konrada Zenona (1915–1982), podporucznika 3 pułku Szwoleżerów Mazowieckich, uczestnika kampanii wrześniowej 1939 roku.

## Ordery i odznaczenia
- Krzyż Niepodległości z Mieczami – 20 stycznia 1931[18][19]
- Krzyż Oficerski Orderu Odrodzenia Polski – 10 listopada 1928[20][21]
- Krzyż Walecznych trzykrotnie[21]
- Złoty Krzyż Zasługi – 10 sierpnia 1924[22][23]
- Medal Pamiątkowy za Wojnę 1918–1921[21]
- Medal Dziesięciolecia Odzyskanej Niepodległości[21]
- Brązowy Medal za Długoletnią Służbę[21]
- Krzyż Komandorski Orderu Korony Rumunii (Rumunia)[21]
- Krzyż Oficerski z Mieczami Orderu Gwiazdy Rumunii (Rumunia)